# Battlefield 2142
Battlefield 2142 er et pc-spil udviklet af svenske Digital Illusions (Dice). Spillet udkom i oktober 2006 og bygger på samme grundmotor som Battlefield 2.
Som titlen antyder, foregår spillet i en fjern fremtid, hvor der findes en masse højteknologiske våben. Spillet indeholder meget det samme som det forrige spil; bare med nye våben, baner og udseende. Desuden er der også en ny Titan mode, hvor hvert hold skal beskytte en flyvende base, og skyde fjendens base, Titan, ned. Først skal man smadre titanens skjold med Anti Titan-missiler, hvorefter man kan skyde den ned. Anti Titan-missilerne er fordelt rundt omkring på banen, og for at få dem til at beskyde fjendens Titan, skal man sørge for at "erobre" en af dem, og holde fjenden væk, til den skyder.
Historien i spillet går på, at der er kommet en ny istid på Jorden. De sidste overlevende kæmpe om den smule plads, der er tilbage, og som endnu ikke er frosset til.

## Boosterpakker

### Northern Strike
Den 18. januar 2007 afslørede Electronic Arts, at en boosterpakke var på vej, kaldet Northern Strike. Denne pakke tilføjede nye baner, køretøjer og våben og kan kun købes og downloades via EA Link.
Pakken blev frigivet af EA 8. marts.